# Voorbij (Paul de Leeuw)
Voorbij is een single van Paul de Leeuw. Het is afkomstig van zijn album Paracdmol.
Voorbij is een cover van Pour elle van Riccardo Cocciante. De Leeuw schreef er een nieuwe Nederlandse tekst voor. Het lied werd relatief vaak gespeeld tijdens begrafenissen.
De B-kant, Ik ben zo blij dat ik een vrouw ben, was ook een cover. Dit maal schreef De Leeuw een Nederlandse tekst op I'm So Glad That I'm a Woman van Barry White, Frank Wilson en Paul Politi. De zanggroep van Barry White, Love Unlimited, had het origineel op plaat gezet. Annie de Rooij, alter ego van Paul de Leeuw, zong het in het Nederlands.

## Hitnotering

### Nederlandse Top 40
| Positie: | 34 | 16 | 9 | 2 | 2 | 2 | 4 | 7 | 9 | 16 | 25 | 33 | uit |

### NederlandseNationale Hitparade top 50
| Positie: | 17 | 2 | 2 | 2 | 2 | 2 | 5 | 6 | 10 | 14 | 24 | 48 | uit |

De Belgische BRT Top 30 en de Vlaamse Ultratop 30 werden niet bereikt.

### NPO Radio 2 Top 2000
| Nummer met noteringen in de NPO Radio 2 Top 2000 | '07  | '08 | '09  |
| ------------------------------------------------ | ---- | --- | ---- |
| Voorbij                                          | 1863 | -   | 1853 |

1. ↑  Een '-' betekent dat het nummer niet was genoteerd en een vetgedrukt getal geeft de hoogste notering aan.
2. ↑  2007 was het eerste jaar met een notering voor dit nummer.
3. ↑  Deze tabel is bijgewerkt tot en met de laatste editie (2024).